# Craugastor escoces
Espèce
Synonymes
- Eleutherodactylus escoces Savage, 1975

Statut de conservation UICN

 EX  : Éteint
Craugastor escoces est une espèce d'amphibiens de la famille des Craugastoridae.
Cette espèce fut considérée éteinte par l'UICN car elle n'avait pas été observée depuis 1986 malgré d'actives recherches. Cependant, elle a été redécouverte le 18 Septembre 2016, après 30 années d’extinction, ainsi que 12 années après avoir été déclarée officiellement disparue. L’endroit où l'espèce a été trouvé se situe à l'ouest de la région montagneuse centrale du Costa Rica, c'est-à-dire +>15 km en dehors de son dernier habitat de distribution.

## Répartition
Cette espèce est endémique du Costa Rica. Elle pouvait se rencontrer à 1 100 2 100 m d'altitude sur les volcans Barva, Irazú et Turrialba dans la cordillère Centrale.

## Publication originale
- Savage, 1975 : Systematics and distribution of the Mexican and Central American stream frogs related to Eleutherodactylus rugulosus. Copeia, vol. 1975, no 2, p. 254-306.